# Geneva Mitchell
Geneva Doris Mitchell (3 de febrero de 1908 – 10 de marzo de 1949) fue una actriz estadounidense. Tras iniciar su carrera en el mundo del espectáculo como corista a los doce años, se hizo más conocida por sus papeles en varias películas de Hollywood.

## Primeros años
Mitchell nació en Medaryville, Indiana. Su madre, Verna Mitchell Foss, bailó para las Ziegfeld Follies.

## Carrera
Mitchell comenzó su carrera sobre los escenarios en una comedia musical. A los 17 años, formó parte de los coros de Sally y las Ziegfeld Follies of 1921.
Firmó un contrato con Warner Brothers en octubre de 1929 y con Columbia Pictures en junio de 1934. Los espectadores modernos reconocerán a Mitchell por sus apariciones en las películas de los Tres Chiflados de 1935 Restless Knights, Pop Goes the Easel y, sobre todo, Hoi Polloi. En Hoi Polloi, Mitchell interpreta a una profesora de baile que indica a los Chiflados que "hagan exactamente lo que yo hago". Antes de empezar a bailar, un abejorro se posa en su espalda desnuda y luego se arrastra bajo su vestido. Ella se alarma. Naturalmente, los chiflados imitan todos sus movimientos. Esta hilarante secuencia se reutilizaría seis años más tarde en In the Sweet Pie and Pie.

## Muerte
La mala salud limitó la carrera de Mitchell después de 1936, ya que sólo apareció en una película a lo largo de la década de 1940. Murió en Los Ángeles, California, el 10 de marzo de 1949, a la edad de 41 años.

## Vida personal
Las circunstancias de Mitchell fueron noticia con frecuencia. En marzo de 1922, Cuando tenía 14 años, se casó con Robert Savage, hijo de un millonario, en Milford, Connecticut. Cinco días después, le devolvió el anillo y dijo, "Soy demasiado joven para ser esposa". El 15 de octubre de 1935 se casó con el financiero Harry J. Bryant en Yuma, Arizona.

## Filmografía parcial
| - Safety in Numbers (1930) - The Doctor's Wife (1930) - The Single Sin (1931) - Working Girls (1931) - Night World (1932) - Faithless (1932) - The Girl From Calgary (1932) - False Faces (1932) - Get That Girl (1932) - The Devil Is Driving (1932) - Morning Glory (1933) - I Am Suzanne (1933) - Above the Clouds (1933) - The Hell Cat (1934) - Springtime for Henry (1934) | - The Captain Hates the Sea (1934) - Restless Knights (1935) - His Bridal Sweet (1935) - Pop Goes the Easel (1935) - Hoi Polloi (1935) - It Always Happens (1935) - Behind the Evidence (1935) - She Married Her Boss (1935) - Western Courage (1935) - Honeymoon Bridge (1935) - Lawless Riders (1935) - Fighting Shadows (1935) - The Crime Patrol (1936) - The Cattle Thief (1936) - Andy Plays Hookey (1946) |